# Notodelphys caerulea
Notodelphys caerulea är en kräftdjursart som beskrevs av Tord Tamerlan Teodor Thorell 1859. Notodelphys caerulea ingår i släktet Notodelphys och familjen Notodelphyidae. Arten är reproducerande i Sverige. Inga underarter finns listade i Catalogue of Life.